# マコちゃん絵日記
『マコちゃん絵日記』（マコちゃんえにっき、MAKO Chan Picture Diary）は、うさくんによる日本の漫画作品。ロリータ系成年向け雑誌『COMIC LO』（茜新社）に連載されているが、微妙な下ネタを含む程度であり、18禁の要素はほぼ皆無である。
手々熊（てでぐま）町に住む元気いっぱいの小学5年生マコちゃんと周囲の人々が織りなす平和で騒々しい日々を描いたギャグ作品。第16回 文化庁メディア芸術祭マンガ部門審査委員会推薦作品に選出されている。
『COMIC LO』2009年7月号の表紙にはたかみちの描いた綿貫真琴が掲載された。一言コメントは「不安なこの国をマコちゃんは『大丈夫』と言った。」。

## 登場人物

### マコちゃんと友達
綿貫 真琴（わたぬき まこと）
愛称はマコちゃん。本作の主人公。手々熊小学校に通う5年生。好奇心いっぱいでまっすぐな性格だが、その性格が災いして騒動を起こすこともしばしば。お菓子や少女漫画が大好きだが、家計が切迫してるため、なかなか買ってもらえない。従姉妹のしーちゃんからのお下がりの洋服をよく着ているが、その洋服のデザインはとてもではないがセンスが良いとは言えない。
松小路 聖羅（しょうこうじ せいら）
マコちゃんの友達でクラスメイト。にぎやかでおしゃれ好き。マコちゃん達と比べると小柄で、いつもフリルだらけの派手な洋服を着ている。少女漫画『マゲ天』が大好きで、内緒で母と家でごっこ遊びを楽しんでいる。
石田 多美（いしだ たみ）
マコちゃんの友達でクラスメイト。物静かでしっかり屋なメガネっ娘。マコちゃんへのツッコミ役。マコちゃん達と比べると少し大人びており、性への興味も強くなっている、むっつり優等生。単行本の裏表紙では、なぜか毎回露出が多い服を着せられている。
江戸村 沙貴（えどむら さき）
マコちゃんのクラスメイトでライバル。マコちゃんとは顔を会わせるたびにデコピンで勝負している。「わたわた」の熱狂的なファンで、寝るときにはわたわたの着ぐるみ型のパジャマを着たり、わたわたに似た生物を見るために遠く離れた南の島に行ったりと、夢中になっている。
関脇 悟子（せきわけ さとこ）
愛称はごっちゃん（マコちゃんはごっつぁんと呼んでいる）。同じ5年生だがマコちゃんとは別クラス。マコちゃん達の友達で、沙貴とは大の仲良し。肥満体型でのんびり屋だが、菩薩のようにおおらかな心を持っている。家は母子家庭だが、その寂しさを見せずに毎日笑顔で過ごしている。将来の夢はお菓子会社に入って新味開発する人になること。

### 綿貫家
綿貫 悦子（わたぬき えつこ）
マコちゃんのお母さん。35歳パート主婦。すぐにパートをクビになってしまう（本人はクビではなく普通に辞めたと言い張る）ため、職場がコロコロ変わっている。性欲が強く、隙を見れば夫と性行為に励んでいる。実はマコちゃん以上に行動力があり、娘同様に騒動を起こすこともある。喜子（よしこ）という姉がいる。
綿貫 匠（わたぬき たくみ）
マコちゃんのお父さん。40歳ぬいぐるみ職人。自宅にアトリエを持ち、受注作品の他にも「私の内臓 綿ばかり（わたわた）」という独自ブランドを手がけている。とても傷つきやすく、少しのことでも深く落ちこんでしまう。
綿貫 繁（わたぬき しげる）
マコちゃんのお兄ちゃん。中3受験生。父譲りの太眉毛。マコちゃんと同部屋を2段ベッドで仕切った自室を使っている。

### 松小路家
松小路 くるみ（しょうこうじ くるみ）
聖羅ちゃんのお母さん。36歳専業主婦。肥満体型で、非常に機械音痴。プリンやケーキなどお菓子づくりが得意。声の演技もうまい。娘同様にフリルだらけの服を愛用している。旧姓は片井川（かたいかわ）。
松小路 定夫（しょうこうじ さだお）
聖羅ちゃんのお父さん。42歳会社員（部長）。聖羅ちゃんそっくりで、非常に小柄。仕事が忙しいため、なかなか家に帰れない。セーラー服が好きなので娘の名を聖羅とつけた。

### 石田家
石田 夕子（いしだ ゆうこ）
多美ちゃんのお母さん。37歳パート主婦。出番が少ない。
石田 夕次郎（いしだ ゆうじろう）
多美ちゃんのお父さん。37歳大工。優しく豪快で、大らかな人物。
石田 多助（いしだ たすけ）
多美ちゃんの双子の弟で、多力の兄。やんちゃな幼稚園児。女性の胸を揉むことが好き。
石田 多力（いしだ たりき）
多美ちゃんの双子の弟で、多助の弟。やんちゃな幼稚園児。女性の下着を見ることが好き。

### 手々熊小学校
葉串 千八夫（はぐし ちやお）
あだ名ははぐりん。マコちゃん達のクラス（5年1組）の担任教師。41歳独身で、お見合いを何回も行っているが失敗ばかりしている。非常に感激屋な性格で、感激すると生徒たちにハグをする。そのためクラスでは「だきつき係」というハグする係を生徒たちが作っている。
不破 一斗 （ふわ いっと）
ごっちゃんのクラス（5年2組）の担任教師。熱血漢の体育教師。
長豪近 香代（ちょうごうきん かよ）
あだ名はメカボーグ。5年生の副担任教師。32歳独身。背が低く、そのことで生徒達から馬鹿にされてはいけないと思い、生徒達の前ではいつも険しい表情をしている。しかし、その表情がロボットのようであるために、逆に生徒達からは馬鹿にされている。
阿須 春斗（あす はると）
多美ちゃんの交換日記の相手。5年2組。優しくしっかりした性格で、高度な先読み能力を持っている。多美ちゃんとは少しずつ愛を育んでいる。
常高 望美（つねたか のぞみ）
マコちゃんのクラスメイト。ませた性格で、5年生にも関わらず、何人もの彼氏と付き合っている。少し意地悪で、人前では大人っぽく振る舞っているが、実の本性はまだまだ子供っぽい普通の女の子。姉がいる。
福原 舞（ふくはら まい）
マコちゃんのクラスメイト。穏やか系。母親が病気がちなため普段から料理をしており、大変上手。同じクラスに好きな男子がいる。
永井 耐（ながい たえる）
マコちゃんのクラスメイト。小2のころから常高望美に惚れており、将来結婚する気でいる。
坂口（さかぐち）
マコちゃんのクラスメイト。名前不明。有能な書記スキルをもつ清楚系少女。胸が大きい。
春香（はるか）
マコちゃんのクラスメイト。苗字不明。バスケ部所属で胸が大きい。
諸見 真介（もろみ しんすけ）
目つきが「わたわた」シリーズにそっくりの男子。5年2組所属。3年生のときに手々熊小学校に転校してきたが、5年時のバレンタインデーのころにまた転校していった。その容姿ゆえか、江戸村沙貴に好かれており、転校を機に文通を始め付き合い出す。真面目な性格。
米良 厚彦（めら あつひこ）
マコちゃんのクラスメイト。熱血系。はぐりんの「感動」にすごく応じてくれる男子。「抱きつき係」の発案者でもある。
笹木 静子（ささき しずこ）
マコちゃんのクラスメイト。クラスで一番のサイレント女子。はぐりんのことが大好き。
剛田 知根（ごうだ ちね）
マコちゃんのクラスメイト。漫画家ガチ志望少女。夏休みを利用して一本漫画を仕上げ、「おとめっこ」に投稿した。名前の由来はクリスチーネ剛田から。
仙道 スミレ（せんどう すみれ）
5年2組の図書委員。かわいくて気配りができる女の子。同じく図書委員をしていた阿須春斗に多美が話しかけたがっていることを察してそっと席を外してくれた。周りに内緒で高校生と付き合っている。
嵐山 小次郎（あらしやま こじろう）
マコちゃんがほのかに想いをよせる6年生男子。サッカークラブに所属しており、爽やかで優しい性格で憧れている女子も多い。だが、6年生女子で構成されている「小次郎君親衛隊」が常に目を光らせているため、誰も手を出せずにいる。ちなみに小次郎は親衛隊の存在を知らない。
タケシ
小次郎と仲がいい男子。よくお菓子や飲み物を分け合いっこしているため間接キスが50回を越え、小次郎君親衛隊のおしおき対象となった。
ペリーヌ
「小次郎君親衛隊」を率いている6年生女子。本名は不明（親衛隊を作る前の室根〈フローネ〉からはりなっぺと呼ばれていた）。その存在はまるで悪の秘密結社の大首領のようである。親衛隊の呼び名は彼女が本名をもじってつけている。
上田 美里（うえだ みさと）
「小次郎君親衛隊」隊員。6年1組。親衛隊の間ではウェンディと呼ばれている。水泳が得意。小次郎君に近づいたマコちゃんにプールでお仕置きをしにきたが、いろいろあって親衛隊を脱退した。現在は彼氏持ち。
庵野 志保（あんの しほ）
「小次郎君親衛隊」隊員で6年生。親衛隊の間ではアンネットと呼ばれている。お菓子作りが得意で、お菓子教室でマコちゃんに「おしおき」しようとしたが、ついついツッコミを入れてしまい失敗した。
堀 杏奈（ほり あんな）
「小次郎君親衛隊」隊員で6年生。親衛隊の間ではポリアンナと呼ばれている。低学年に間違われるほど背が低い。
柔土 粘音（やわつち ねんね）
「小次郎君親衛隊」隊員。親衛隊の間ではジュディと呼ばれている。柔道を習っているが、恵体に慢心し真剣に稽古をしていなかったためマコちゃんに圧倒された。
目黒（めぐろ）
「小次郎君親衛隊」隊員で6年生。親衛隊の間ではメグと呼ばれている。でこぴんが得意で、70％の力で雪だるまの頭を粉々に吹っ飛ばすほど。デコブレイカーズというでこぴんゲームではマコの820トンに対して2200トンと2倍以上の数値を叩きだした。しかし自身がでこぴんされる経験は少ないためかマコより打たれ弱い。智也（ともや）という弟がいる。
大安（おおやす）
「小次郎君親衛隊」隊員。親衛隊の間ではダイアナと呼ばれている。小学生になってから一度も泣いていないことが自慢。3年前にお祭りで迷子になっているところを綿貫繁に助けてもらった。
加藤 律（かとう りつ）
「小次郎君親衛隊」隊員で6年生。親衛隊の間ではカトリと呼ばれている。「わたわた」が大好き。わたわたを学校に持っていって騒ぎになったとき、小次郎君がかばってくれて惚れた。小次郎君の顔はとくに好みではない。自分の顔もわたわた系で、沙貴には綺麗なお姉さんと認識されている。
八槻 政江（やつき まさえ）
「小次郎君親衛隊」隊員で6年生。親衛隊の間ではジャッキーと呼ばれている。兄からもらったエアガンを使っておしおきをする。飛んでいる蜂に命中させられるほどの腕前。おしおき対象だったタケシのことが気になりはじめている。
七海 千湖（ななみ ちこ）
「小次郎君親衛隊」隊員で6年生。親衛隊の間ではナナミと呼ばれており、珍しく名前そのままで呼ばれる。小次郎くんのことは好きでもなんでもないが、漫画に出てくる悪の組織っぽくてかっこいいから、という理由で親衛隊に所属している。漫画全般が好きでマゲ天の大ファンでもある。
矢野 亜美（やの あみ）
「小次郎君親衛隊」隊員で6年生。親衛隊の間ではアロアと呼ばれている。ただ見守るだけなのをよしとせず、小次郎くんの彼女の座を虎視眈々と狙う肉食系女子でいやらしいことにも興味津々。臭すぎる香水を相手にふりかけておしおきをする。
漆原 真弓（うるしはら まゆみ）
「小次郎君親衛隊」隊員で6年生。親衛隊の間ではルーシーと呼ばれている。大人にいたずらして自分は隠れ、罪を相手にかぶせるというスタイルのおしおきをする。狭いところに入り込むのが大好き。コンテナの間に入り込んで出られなくなったところを小次郎くんに助けられたという過去を持つ。
江見（えみ）
「小次郎君親衛隊」隊員で6年生。名字のみ判明。親衛隊の間ではエイミーと呼ばれている。5年前に小次郎と相合い傘をした思い出の傘を今でも愛用している。必殺技「エイミーズ・セイントシャワー」を使う。
室根（むろね）
「小次郎君親衛隊」隊員。名字のみ判明。親衛隊の間ではフローネと呼ばれている。「心眼」と書かれた手ぬぐいで目を覆い、竹刀をいつも持っている。
ナン
「小次郎君親衛隊」隊員。本名不明。小次郎くんへの愛のためでなく、おしおきを楽しむために小次郎君親衛隊に入ったと噂されている。おしおきは一対一が基本だが、ジョーと組んで二人がかりでおしおきをするアウトロー。
ジョー
「小次郎君親衛隊」隊員。本名不明。小次郎くんへの愛のためでなく、おしおきを楽しむために小次郎君親衛隊に入ったと噂されている。おしおきは一対一が基本だが、ナンと組んで二人がかりでおしおきをするアウトロー。

### 手々熊町
手々焼のおっちゃん
町で今川焼きに似たお菓子「手々焼」を売っているお爺さん。豊かな髭を蓄えており、この髭が手々焼に入っているともう一つタダで貰える。優しく気さくな性格で、マコちゃんとも仲が良い。
丸吉 夢見（まるよし むみ）
マコちゃんのお兄ちゃんの繁に片想い中の中3ぽっちゃりDカップ少女。「わたわた」が苦手だが、繁と付き合うために苦手を克服しようと奮闘中。
師匠の中島
マコちゃんのでこぴん師匠。パワータイプ。ゲートボールで反則を繰り返し老人仲間から責められるなど、社会性は低め。徳川とは若いころにおみっちゃんという女の子を取り合ってでこびんバトルを繰り広げていた。でこぴん発射体勢の右手の人差し指を内側から左手のでこぴんで弾き、パワーを吸収させて2倍の威力のでこぴんを放つ「中島砲・改」をマコちゃんに伝授した。マコちゃんはこの技をプリティマコ砲に改名してしまった。
師匠の徳川
沙貴のでこぴん師匠。スピードタイプ。中島と競いあった末おみっちゃんをゲットした勝利者。指を全部使って4連でこぴんする「徳川バルカン」を沙貴に伝授した。しかしズルい技であるため封印気味。
カオリ姉さん
地域の子供会「てでっこ会」のアイドル女子高生。マコちゃんも彼女の言うことは素直に聞く。将来は声優を目指している。

### ハンハンベア島
ワッティー以外みるものがない南の島。
ワッティー
ハンハンベア島に生息する、個性的な外見の生き物。「わたわた」のぬいぐるみにそっくり。身長30～70cm、体重10～30kg。友好的だが、その容姿ゆえに他の動物から嫌われている。動物学者からも嫌われているため生態がはっきりしない謎の多い生物。「チッ」と舌打ちのような鳴き声を出す。
パパワッティー
人より大きい、巨大なワッティー。ケガを治す不思議な力を持っている。
郵便カメ
島外の荷物を郵送するカメ。動きは遅いが口から強力な攻撃を繰り出す。
ゴッツ
島のガイド。ごっちゃんそっくりの外見だが、しゃべりは普通。だるま落としで遊ぶのが好き。スキあらば仕事をサボろうとする。
マコーナ
島の子供。マコちゃんにそっくりの外見で性格も似ている。沙貴と仲良くなった。
タミパ
島の子供。多美ちゃんにそっくりの外見だが、こちらはアホの子。趣味は全裸相撲。阿須春斗に似た男の子と結婚した。
セラッチョ
島の子供。聖羅にそっくりの外見だが、人付き合いを避ける一匹狼的な性格。巨大な猛獣を蹴り一撃で倒すなど、外見に似あわずパワフル。フリル好きなところは聖羅に似てる。
メカボーグ先生
学問の神様。親達から子供たちのためにお祈りされる。
ハルティー
島の子供。春斗にそっくりの外見をしており、タミパと結婚する。
ノゾポン
島の子供。望美にそっくりの外見をしており、タミパの露出度の高さが許せない。
ナーガ
島の子供。永井にそっくりの外見をしている。

### レッツマゲマゲ!!サムライエンジェル
「月刊少女りりかる」に連載中の少女漫画（通称マゲ天）。著者は林檎畑メリー。あまり売れていないらしい。聖羅はこの漫画の熱狂的なファンで、マコちゃんは普通のファン、多美ちゃんは聖羅からのプレッシャーに負けて付き合いで読んでるだけである。
宮本 葵（みやもと あおい）
『マゲ天』の主人公。正義の侍だった先祖のちょんまげを頭に付けることで、「サムライエンジェル」に変身することができ、その力を使って「エドサタン」率いる「エドデビル」達と日夜戦い続けている。責任が強すぎる性格で、追い込まれるとすぐに切腹しようとする。
佐々木 楓（ささき かえで）
『マゲ天』のもう一人の主人公。葵同様に先祖のちょんまげを頭に付けることで、サムライエンジェルに変身することができ、葵と共にエドデビルと戦っている。ワガママでしかもドSな性格で、葵に対しても理不尽な要求をしたり、口答えする彼女に何度もビンタするなどしている。実は貧乳がコンプレックス。
接吻忍者（せっぷんにんじゃ）
『マゲ天』の登場人物。サムライエンジェルに力を貸す謎の忍者。葵がピンチになった時、突如現れて彼女を救い、キスをして去っていく。楓はこの二人の関係を良く思っていない。実は葵と楓の同級生で、眼鏡をかけた真面目な男子生徒「服部（はっとり）」として日常を送っている。
エドサタン
『マゲ天』の登場人物。エドデビルを率いる悪の首領。「エド四神」や「エド怪人」「エド兵」を生み出したが、葵や楓の先祖によって現在は封印されている。復活させるためには、若い女性から取れる「おなごエナジー」が必要不可欠であり、エドデビルはそれを集めるために暗躍している。
青龍（せいりゅう）
『マゲ天』の登場人物。エドデビルの幹部、エド四神の一人。龍を模した服を着た若い男性の姿をしている。大きな力を持っていたらしいが、現在は封印されている。
玄武（げんぶ）
『マゲ天』の登場人物。エドデビルの幹部、エド四神の一人。老眼鏡をかけ、髭を生やした大きな亀の姿をしている。だいぶ高齢らしく、身体の力も衰えてしまっているようだ。
白虎（びゃっこ）
『マゲ天』の登場人物。エドデビルの幹部、エド四神の一人。小柄な虎というより猫の姿をしている。かつては凶悪な姿をしていたが、おなごエナジーが足りない状態で無理に復活させられたので現在のような丸い外見となった。朱雀に惚れており、彼女と付き合っていた青龍の復活を内心望んでいない。
朱雀（すざく）
『マゲ天』の登場人物。エドデビルの幹部、エド四神の一人。鳥を模した露出が多い服を着た若い女性の姿をしている。エド怪人を生み出し、おなごエナジーを集める計画を立てている。恋人だった青龍の復活を望んでいるが、サムライエンジェルの活躍などもあり、なかなか進まないでいる。なぜか怪人が倒されると、その場で絶頂を迎えたかのように倒れてしまう。
エド兵
『マゲ天』の登場人物。エドデビルの兵士。だが、封印された幹部を復活させたのは彼らであるため、幹部に対する態度が大きく、彼らの命令に従う気もない。しかも、危なくなったらエド怪人をすぐに見放したり、裏でおなごエナジーを黙って飲んでいるなど、悪の組織の兵士とは思えない行動をとっている。寿命が長く、江戸時代から現代まで生きている。日本の偉人の半分くらいは実はエド兵だったという設定。
フクビキュラ
朱雀が作った怪人。おなごエナジーを吸い取る「πネックレス」を、つけてるだけでおっぱいが大きくなるネックレスと偽り福引大会で配布する作戦の指揮をとった。この作戦が貧乳で悩んでいる楓の逆鱗に触れ、瞬殺された。
スガワラ
玄武が作った怪人。仮の姿は寺子屋ゼミナールで教鞭をとるイケメン人気講師。彼のことを想って寺子屋ペンを使うと、おなごエナジーが彼の体を通して本部へ転送されていく仕組み。おなごエナジー収集専門の怪人で、戦闘力はほとんどない様子。サムライエンジェルに変身した楓からの膨大なおなごエナジーを転送しきれず爆発した。ちなみに作成時に使った材料はアイドル写真集と塾のパンフレット。
ネコテリーナ
白虎が作った怪人。人間に捨てられたところをエドデビルたちに拾われた猫をベースに白虎が作った。それゆえ人間を憎んでいる。退治されたあとはふつうの猫に戻り、接吻忍者が連れて帰った。
ネンガダス
白虎が作った郵便ポスト型の怪人。専用ポストに入れれば好きな男子と両想いになるというラブ年賀が投函されることでおなごエナジーを回収する。当然両想いになるというのは嘘。必殺技はレッドポストサイクロン。
マザー・ポーク
『マゲ天』が作者の都合で休載になった時、落ち込む聖羅をはげます元気づけるために聖羅ママがマコちゃん達と勝手に企画した「わたしの考えた怪人」の投稿イラストで採用されマンガ本編に登場した怪人。ただし採用されたのは聖羅たちのイラストではなく、同梱された聖羅ママのコスプレ写真だった。『ニセサムライエンジェル』の正体。

## 主な用語
小次郎くん親衛隊
小6女子で構成される謎の結社。小次郎の純潔を影から無断で守る。小次郎はその存在を知らない。隊員はサッカーボールがデザインされた髪留めをつけ、本名を西洋風にもじったアダ名で呼び合っている。小次郎を遠くから見守り、近づくものにはお仕置きをする。手々熊北公園でよく集会をしている。
カルト宗教のような雰囲気を醸し出しているが、クラブ活動に参加している隊員には集会よりもクラブへの出席を優先させたり、彼氏ができたことで脱退した（裏切者とも言える）元隊員のクラブ活動を応援したりと柔軟な面もある。
神々のおやつ
マコが今までにTVなどで見た、すごそうなおやつのこと。実際に食べたことがないものがほとんど。ラスカルのプチケーキ、パイマニアのひんやりりんごクリームパイ、トロピカルシャベリンなどがある。
月刊少女りりかる
マコが愛読している少女漫画雑誌。レッツマゲマゲ!!サムライエンジェルを連載中。創刊50周年を迎えている。
かちゅーしゃ
少女漫画雑誌。「ぱてぃしえ♡ぱーてぃー」を連載している。沙貴が愛読しており、マコや聖羅も読んでいる。
おとめっこ
比較的新しい少女漫画雑誌。マコは豪華なふろくを目当てに創刊号を買ったが、つまらなかった。ふろくのゲームも面白くなく、マコいわく電卓いじってるほうがマシ。サファイア・エリカ先生の「モテっ娘♡アイドル学園」が連載されている。
恋愛コミック
通称レンコミと呼ばれる少女漫画雑誌。女子中学生が主な読者層でささやかな性描写が含まれる。常高望美や多美が読者。「俺以外の男を見るな」「秘密のジャージプリンセス♡」が連載されている。前者は第23回鋼新社漫画大賞受賞作品。
ラブエンジェル
性描写てんこもりの女子向け雑誌。常高望美は姉が買ったこれを無断で借りて読んでいる。
おしゃれダンサーミカリン
少女に人気の、トレーディングカードを使ったアーケードゲーム。カードを組み合わせたおしゃれポイントとダンスゲームのポイントでライバルダンサーたちと競う。1回100円でプレイすると一枚、クリアすればもう一枚カードが貰える。通称「おしゃミカ」。
おしゃれバトラーミカリン
おしゃれダンサーミカリンの流れをくむ対戦カードゲーム。ヒロインカードとぱんつカードと50枚のカードでデッキを組み、いろいろなカードを組み合わせて戦う。相手のぱんつがない状態でスカートを破壊すると無条件で勝てるノーパンダイレクトというルールがある。マコちゃんだけでなく、長豪近先生もハマっており、両者はニャスコで開かれた大会で対戦した（先生は変装＆偽名を使っての出場）。こちらも通称は「おしゃミカ」。
デコブレイカーズ
にゃん天堂が開発したアーケードゲーム。パンチングマシーンのでこびん版で、相手からも反撃があることが特徴。ひたいに衝撃を与える機構がついたヘルメットを着用してプレイし、最後まで勝ち進めば景品がもらえる。痛みに耐えきれずヘルメットを脱いだらギブアップとみなされる。ワンプレイ50円。交互に攻撃し、3回までに敵のHPをゼロにすれば勝利となる。プレイヤー側が常に先攻なため、初撃で相手を倒せばノーダメージで進める。二人協力プレイも可能だがその場合相手のHPが1.5倍になる。不具合があり、プレイヤーへのでこぴんの強さが想定よりはるかに強力になっていたので回収された。
カントリーマムマム
美味しいお菓子の代表格としてよく登場する。
パサリコ
カントリーマムマムの1/4の値段で買える、パサパサしているお菓子。綿貫繁や江戸村沙貴は好物だがマコちゃんには嫌われている。
三布井町
手々熊町のとなり町。ニャスコや長豪近先生のマンションがある。
玩具リズリー
わたわたを取り扱っているおもちゃ屋。
つつみっこ
綿貫家が愛用している男性用避妊具。なめらかゼリー入り。

## 書誌情報
単行本の帯には掲載誌に関して注意喚起するコメントがつけられている。
- うさくん『マコちゃん絵日記』 茜新社〈FLOW COMICS〉、全13巻
  1. 2009年5月28日発売[2]、ISBN 978-4-86349-073-4
  2. 2010年6月25日発売[3]、ISBN 978-4-86349-164-9
  3. 2010年12月23日発売[4]、ISBN 978-4-86349-200-4
  4. 2011年12月22日発売[5]、ISBN 978-4-86349-266-0
  5. 2012年11月22日発売[6]、ISBN 978-4-86349-333-9
  6. 2013年8月30日発売[7]、ISBN 978-4-86349-385-8
  7. 2014年8月29日発売[8]、ISBN 978-4-86349-447-3
  8. 2015年7月28日発売[9]、ISBN 978-4-86349-519-7
  9. 2015年12月26日発売[10]、ISBN 978-4-86349-543-2
  10. 2016年12月26日発売[11]、ISBN 978-4-86349-604-0
  11. 2017年12月26日発売[12]、ISBN 978-4-86349-681-1
  12. 2018年12月26日発売[13]、ISBN 978-4-86349-749-8
  13. 2019年7月29日発売[14]、ISBN 978-4-86349-782-5